# Canal Beagle parte oriental

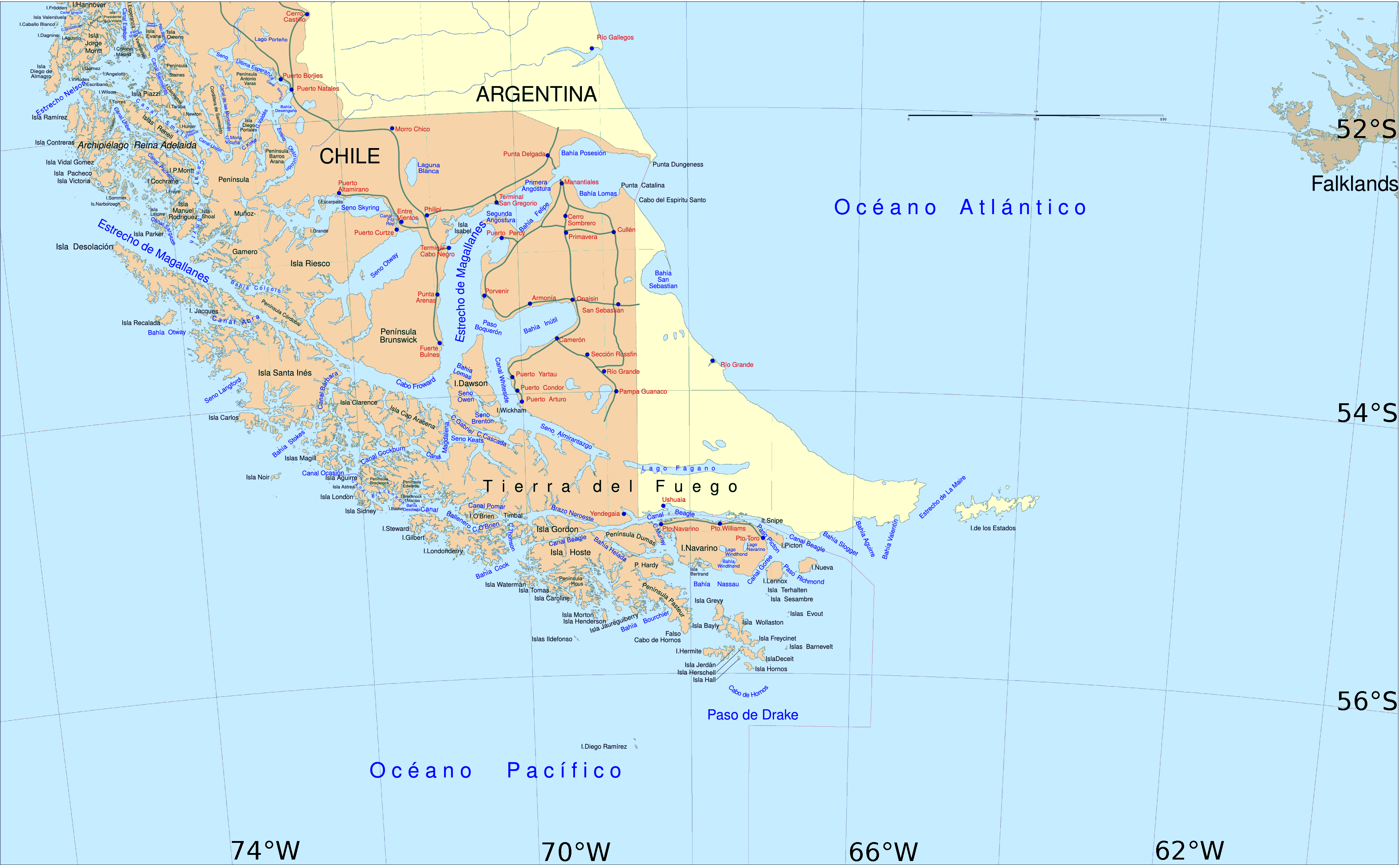
Mapa del archipiélago de Tierra del Fuego

Canal Beagle parte oriental es como se conoce al sector del canal Beagle comprendido entre la entrada norte del canal Murray y el cabo San Pío de la isla Grande de Tierra del Fuego y la punta Orejas de la isla Nueva.  Mide aproximadamente 68 nmi en dirección general E-W, excepto en su tramo más oriental en que a la altura del islote Snipe gira hacia el SE. Su ancho medio es de aproximadamente 4 nmi.
Entre los meridianos 68°36′38,5″ O y 66°25'00″ O el canal constituye la frontera internacional entre Argentina y Chile. El límite corre casi por el centro del canal, haciendo las inflexiones necesarias para asegurar a cada parte la navegación por aguas propias.
Administrativamente, el sector argentino pertenece al departamento Ushuaia de la provincia de Tierra del Fuego, Antártida e Islas del Atlántico Sur, mientras que el sector chileno pertenece a la Región de Magallanes y de la Antártica Chilena, Provincia Antártica Chilena, comuna Cabo de Hornos.. Este sector pertenece a la Reserva de la biosfera Cabo de Hornos.
Desde hace aproximadamente 6000 años hasta mitad del siglo XX sus costas fueron habitadas por el pueblo yagán o yámana. A comienzos del siglo XXI este pueblo había sido prácticamente extinguido por la acción del hombre blanco.

## Recorrido

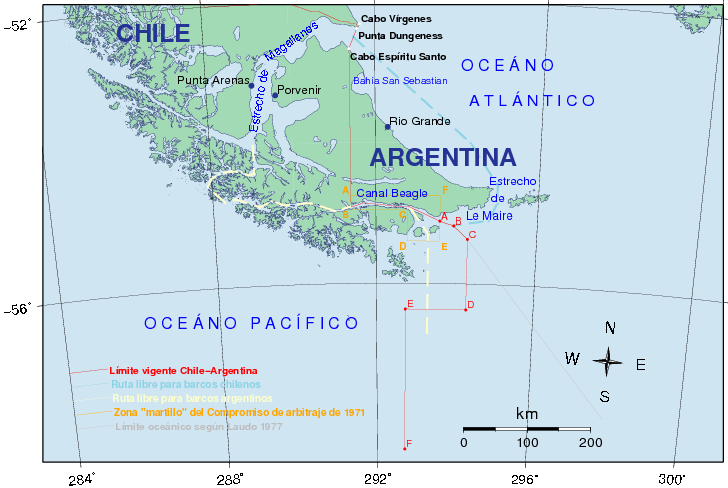
Límite y derechos de navegación entre Argentina y Chile después del tratado de 1984

El canal corre entre la costa sur de la isla Grande de Tierra del Fuego y la costa norte de las islas Navarino, Picton y Nueva. Fluye en dirección general E-W por 68 nmi. A la altura de la isla Snipe gira hacia el SE y sale al océano entre el cabo San Pío y la punta Orejas de la isla Nueva. De acuerdo al Tratado de 1984 este espacio marítimo se denomina Mar de la Zona Austral. 
En este sector hay numerosas islas, islotes y bajos fondos que afectan a la navegación, estrechando su curso navegable en algunos puntos. Frente a bahía Ushuaia se encuentran las islas Bridges y los islotes Eclaireurs que forman varios pasos navegables solo para naves de poco calado. La isla Gable disminuye considerablemente el ancho del canal.

## Historia

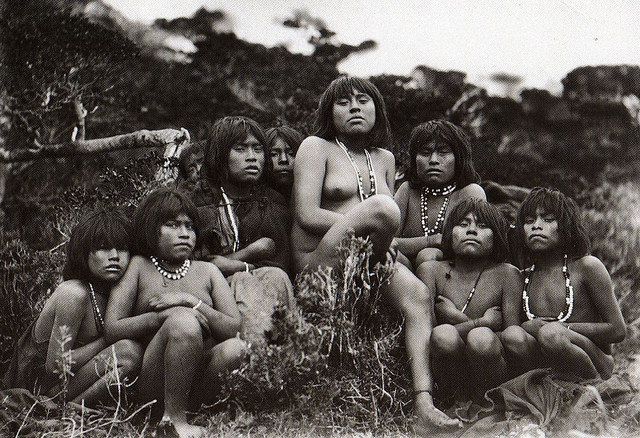
Mujeres yaganes

Desde hace unos 6000 años sus aguas eran recorridas por el pueblo yagán, nómades canoeros, recolectores marinos. Esto duró hasta mediados del siglo XX en que prácticamente ya habían sido extinguidos por la acción del hombre blanco que pretendió civilizarlos.
A fines del siglo XVIII, a partir del año 1788 comenzaron a llegar a la zona los balleneros, los loberos y cazadores de focas ingleses y estadounidenses y finalmente los chilotes.
A comienzos del mes de abril de 1830 el HMS Beagle al mando del comandante Robert Fitz Roy fondeó en bahía Orange y envió al oficial de navegación teniente Matthew Murray en una embarcación con instrucciones de explorar la parte norte y hacia este de bahía Nassau.  El 14 de abril Murray regresó con la información de que luego de haber navegado una corta distancia hacia el norte, había navegado un estrecho canalizo que lo había llevado a un canal recto, de aproximadamente dos millas de ancho que se extendía de este a oeste hasta donde alcanzaba la vista, que lo había recorrido una larga distancia hacia el este. El teniente Murray había descubierto los canales Murray y Beagle.
En enero y febrero de 1833 el comandante Fitzroy con el HMS Beagle estuvo fondeado en el paso Goree  y en embarcaciones recorrió el sector de las islas del S y SE del archipiélago de Tierra del Fuego. Durante ese período desembarcó en Wulaia a los 3 fueguinos sobrevivientes de su viaje a Inglaterra -Jemmy Button, Fuegia Basket y York Minster y completó el reconocimiento y levantamiento hidrográfico de los canales Beagle y Ballenero. Estuvo en el canal Murray y en la bahía Cook.

## Geología y orografía
Las islas del archipiélago de Tierra del Fuego, desde el punto de vista geológico, son la continuación del extremo sur de América. Sus montañas pertenecen al sistema andino y sus llanuras son muy semejantes con las estepas de la Patagonia. Por la constitución del suelo pertenecen a la era cenozoica. Existen grandes masas de rocas estratificadas con, a veces, areniscas laminadas, todas cubiertas con una capa de dos a seis metros de cascajos. También hay extensos mantos de magnetita y algunos de rubíes. Los bloques erráticos transportados por los glaciares son muy abundantes y están compuestos de granito, sienita y gneis con venas de cuarzo, generalmente localizados en las llanuras, pero también se les encuentra a 100 o más metros sobre el nivel del mar. 
La formación volcánica predomina, sobre todo en las islas Clarence y Londondery. En la isla Grande y en Picton abunda la piedra pómez. En varias localidades se ven colinas de basalto y en todas partes hay rocas ígneas y algo de granito y cuarzo. En la zona SE se han encontrado indicios de plomo y también la existencia de hulla.
Bajo el punto de vista de su orografía y relieve las islas están en la zona cordillerana o insular. El archipiélago de Tierra del Fuego se considera dividido en dos secciones: La zona cordillerana o insular que comprende todas las islas situadas al sur del estrecho de Magallanes hasta el cabo de Hornos y la zona pampeana que comprende la parte de la isla Grande de Tierra del Fuego que queda al norte del seno Almirantazgo y la cuenca hidrográfica del lago Fagnano.
Las montañas de gran altura y cubiertas de nieves perpetuas se extienden por toda la zona cordillerana o insular. Son la continuación más allá del estrecho de Magallanes de la cordillera de los Andes. No existen llanuras pero si numerosos valles estrechos cuyas pendientes más abrigadas del viento están cubiertas de bosques y cuyo fondo están generalmente ocupados por arroyos, lagunas o pantanos. Sus costas son rocas y escarpadas, a menudo cubiertas de una vegetación enmarañada, no hay playas sino que lajas o rocas desmenuzadas y las aguas son profundas aun a corta distancia de la costa.

## Clima y vientos

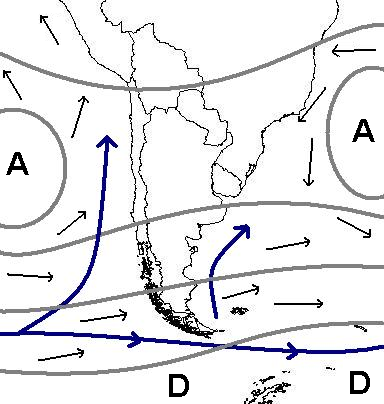
Clima de Chile

El clima de la región de Magallanes está influenciada por tres factores: 1.- La circulación atmosférica, 2.- La influencia oceánica y 3.- El relieve. Estos tres factores originan tres tipos de clima: a) Templado frío lluvioso, b) Estepa fría y c) Hielo de altura. La circulación atmosférica se caracteriza por la persistencia de los vientos del oeste. La influencia del océano Pacífico es responsable que estos vientos sean muy húmedos y originen copiosas precipitaciones sobre el litoral pacífico. El relieve destaca el papel de la barrera orográfica ejercida por la cordillera Patagónica-Fueguuina, en su flanco occidental producen precipitaciones de hasta 4.000 mm. anuales y en su flanco oriental las precipitaciones son escasas, menos de 500 mm anuales. La coincidencia de tierras altas y temperaturas relativamente bajas permite la existencia del clima glaciar de montaña. 
Estos tres climas son los que se manifiestan la región del archipíélago Tierra del Fuego. En las islas del NO tenemos el clima templado frío lluvioso; en la isla Grande el clima de estepa fría y en las islas del Sur y Sureste el clima templado frío lluvioso y en la parte cordillerana de los ventisqueros el clima de hielo de altura. 
El clima templado frío lluvioso característico de la región insular o cordillerana es un clima marítimo subantártico con muy débil amplitud térmica anual (4 °C) y copiosísimas precipitaciones (más de 3.000 mm), repartidas regularmente con un predominio otoñal y mínimo en invierno.
El clima de hielo de altura que domina en el sector de los ventisqueros, es un clima glaciar de montaña con temperaturas inferiores a 0 °C todo el año. Temperaturas de verano relativamente bajas y nubosidad persistente.
El clima de estepa fría característico de la región pampeana, presenta una amplitud térmica moderada (unos 9 °C), veranos cortos y frescos (menos de 4 meses con más de 10 °C). Escasas precipitaciones (casi 500 a menos de 300 mm anuales).

## Flora y fauna
El sector tiene principalmente un clima templado frío lluvioso por lo que cuenta con una tupida vegetación formada principalmente por coigüe de Magallanes, canelos, lengas, ñire y algunas especies comestibles como la frutilla magallánica; en algunos suelos se encuentran musgos, líquenes, coirón y hongos.
La avifauna está formada por albatros, cormoranes, petreles y cóndores. En las zonas boscosas se encuentran canquenes y el martín pescador. Entre los mamíferos se encuentran, en las playas elefantes marinos, lobo común y el lobo fino austral y hacia los bosques, nutrias y coipos.

## Islas, islotes y rocas

### Islas Warden e isla Conejos
Están situadas en las proximidades de la punta Oriental de la península Ushuaia. Se denomina Warden a las islas Casco, Chata y Dos Lomos. La isla Chata está separada de las otras dos por el paso Chico que comunica el centro del canal Beagle con la entrada a la bahía de Ushuaia. En las islas Casco y Dos Lomos se han instalado balizas para ayuda a la navegación del paso.
La isla Conejos es la más grande del grupo, mide 0,4 nmi por 0,1 nmi y está situada cuatro cables al SE de Dos Lomos.

### Islas Bridges

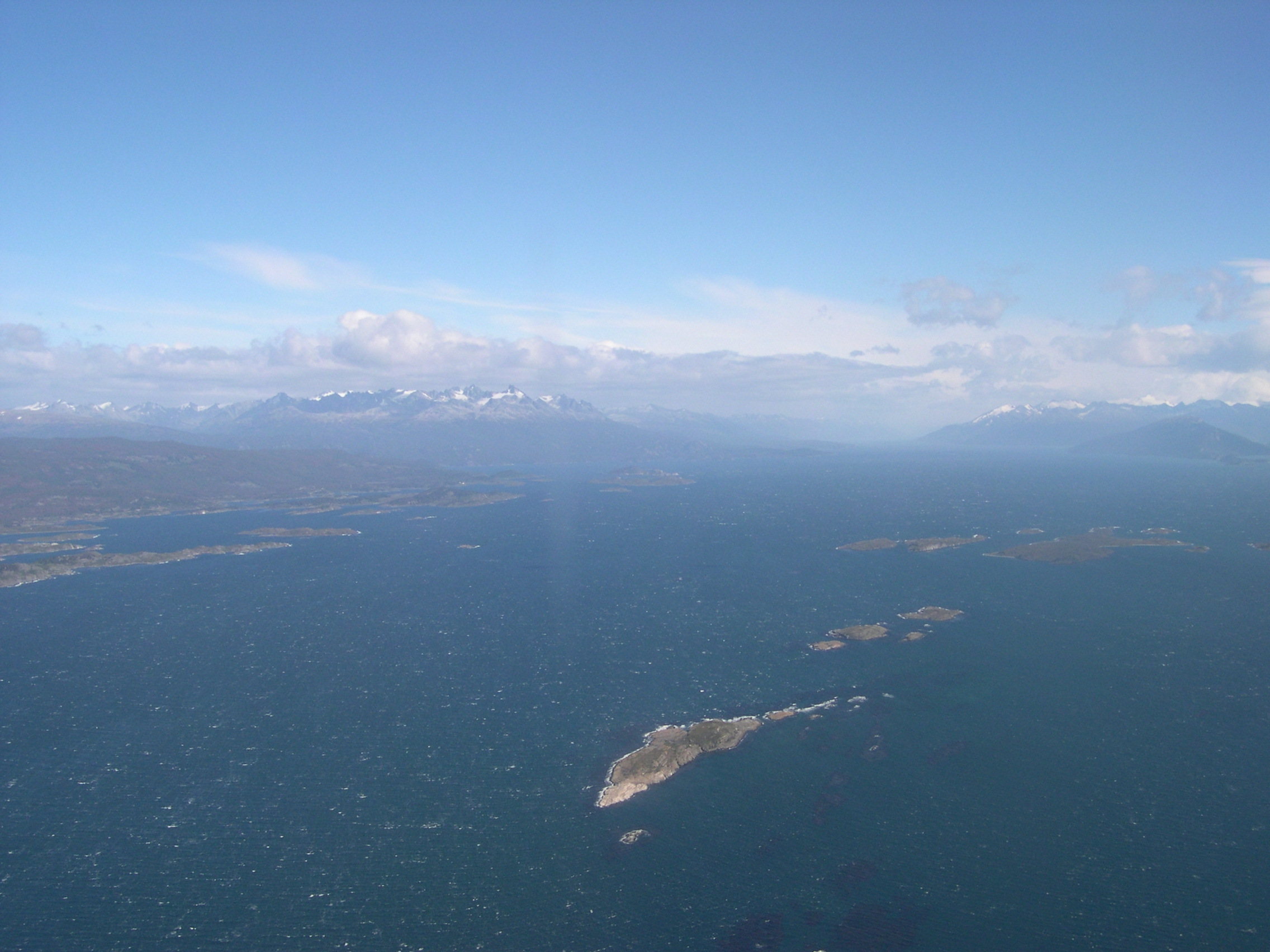
Las islas Bridges en el canal Beagle

Son las islas más importantes del grupo que se extiende al SE de la península Ushuaia. Conforman un archipiélago compuesto por siete islas, la más grande tiene 1,2 nmi de largo. Desprenden en dirección al NE, hasta una distancia de 1,6 nmi, varios islotes y bajos fondos señalados por sargazos. En la isla más grande hay una baliza. 
Por el lado oeste de las islas fluye el paso Romanche que las separa de las islas Lucas y Despard. Por el lado este se encuentra el paso Eclaireurs que las separa de los islotes Les Éclaireurs.

### Islas Bertha, Willie, Lucas y Despard
Forman parte del grupo que se extiende al SE de la península Ushuaia. Son un grupo de islas e islotes rocosos, que desprenden hacia el este una zona de bajos fondos; cubriendo las islas y los bajos fondos una superficie triangular de poco más de 2½ nmi de longitud en sentido E-W por cerca de 1½ nmi de ancho en su base. Tanto las islas como los bajos fondos están rodeados de sargazos. La isla Despard es la más grande del grupo con una longitud de 0,6 nmi.
Sobre las islas Willie y Despard hay balizas piramidales.

### Islotes Les Eclaireurs

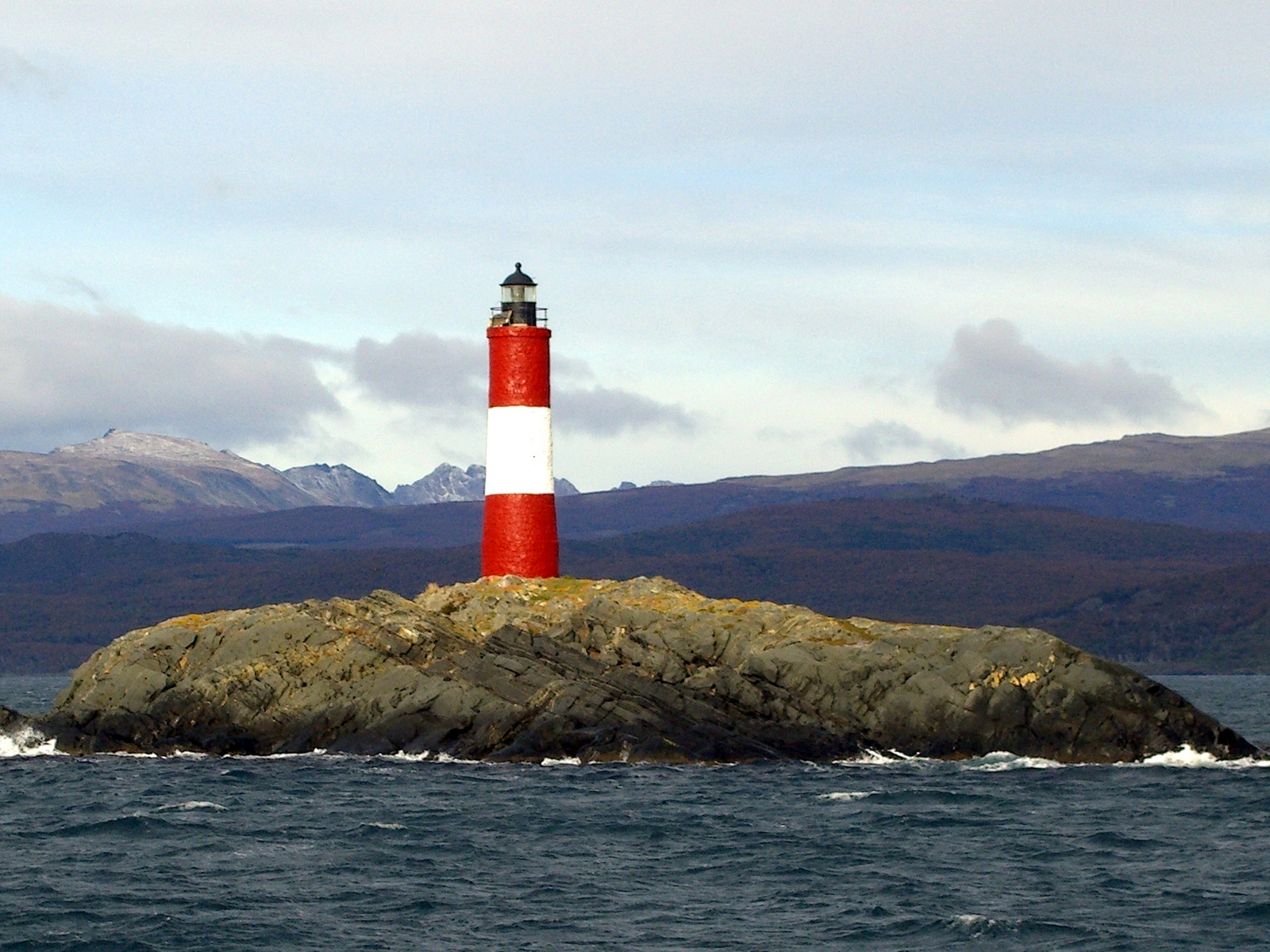
Faro en el islote del NE de los Eclaireurs

Forman parte del grupo que se extiende al SE de la península Ushuaia. Son cinco rocas desnudas que ocupan una extensión de cerca de 1 nmi en sentido E-W y limpios en su redoso oriental, el que puede escapularse a corta distancia. Sobre el islote del NE hay un faro automático.

### Isla Navarino

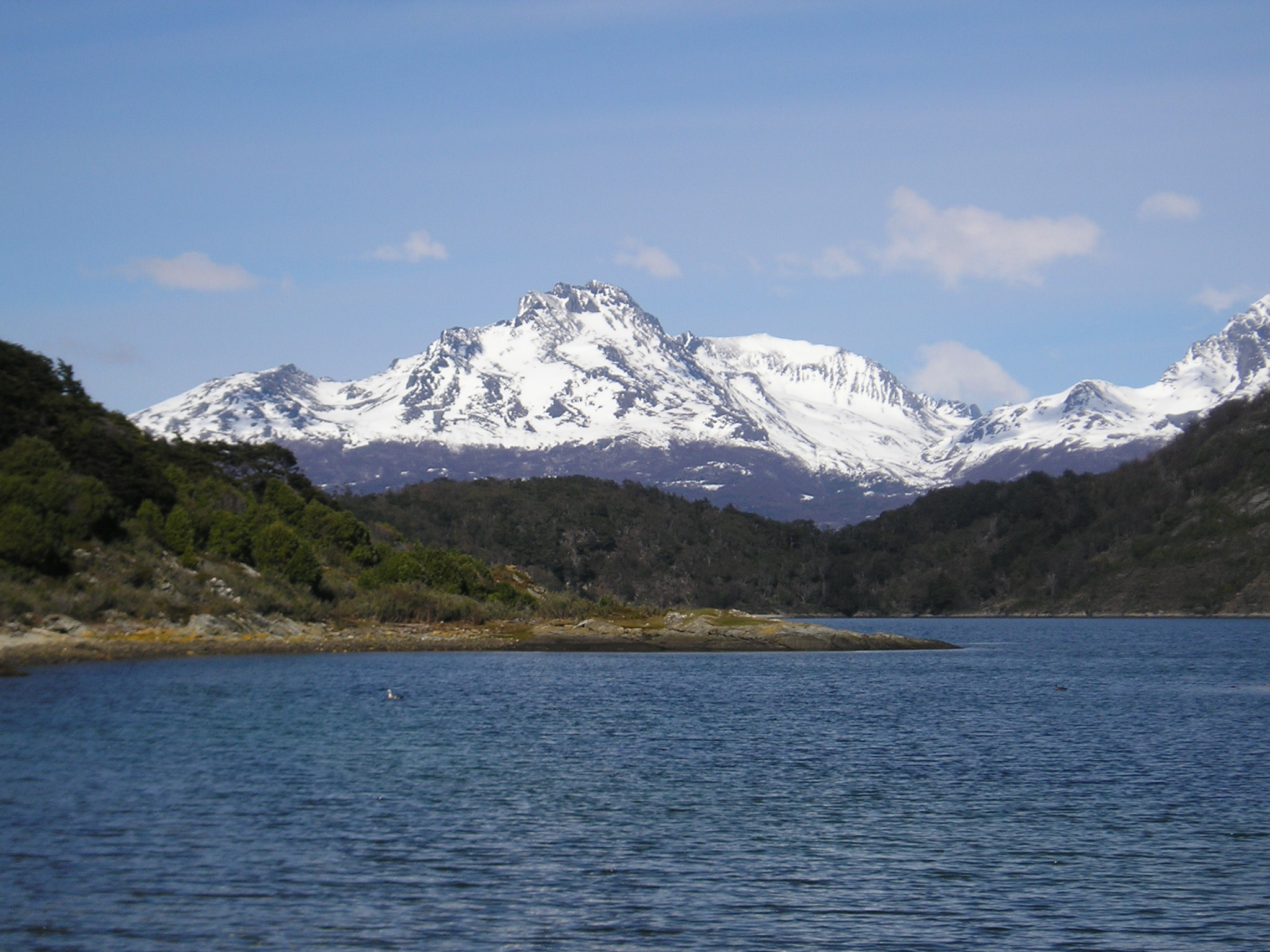
Isla Navarino

Después de la isla Hoste es la mayor de las islas situadas al sur del canal Beagle. Mide 45 nmi de largo en sentido EW y 22 nmi de ancho de NS. Es montañosa y de relieve irregular, en su interior cubierta de bosques y sus costas están constituidas por colinas bajas con pastos que permiten la crianza de ganado lanar.
Sus principales centros poblados son Puerto Williams, Puerto Navarino, Caleta Eugenia y Puerto Toro. Un camino costero que bordea la isla une dichas localidades.

### Islas Picapedreros
Es un grupo de islas, islotes y rocas ubicadas frente a la costa NW de la isla Navarino, en la entrada norte del canal Murray. Están situadas a 0,5 nmi de la punta Señalada de la isla Navarino.
El grupo está distribuido en forma de un círculo de 0,8 nmi de diámetro con centro en la isla Husha, las otras islas son Tongo, la más grande, Santibáñez y Baja. Entre este grupo de islas y la isla Navarino se inicia el paso Weste.

### Islas Whaits
Situadas 6 cables al este de las islas Picapedreros forman el puerto Navarino por el oeste. El grupo está compuesto por la isla Norte, la de mayor tamaño, 0,51 nmi y que está a 0,3 nmi al norte de la costa de la isla Navarino y las islas Sur, Chicle y Chela.

### Isla Martínez
Situada al oriente de puerto Navarino, separa  a éste de la bahía Honda. Tiene 1,7 nmi de longitud por 0,6 nmi de ancho. El canalizo que la separa de la isla Navarino es navegable solo por embarcaciones menores.

### Islote Bartlett
Está situado al 342° y a 850 metros de la punta Bartlett de la isla Navarino. Es pequeño y escarpado, de 80 metros de diámetro. Ubicado casi al centro del paso entre la punta Bartlett y las islas Bridges. Aunque se puede navegar dejándolo por cualquier banda se recomienda tomar el track entre el islote y las islas Bridges. En su centro hay instalado un faro automático.

### Rocas Lawrence
Es un extenso bajo fondo rodeado de sargazos, de 900 metros de largo en sentido SE-NW situado a 1.300 metros de la punta Remolno. 
En ambos extremos del bajo existen algunas rocas. Hay un paso navegable de 5 cables de ancho entre las rocas Lawrence y la costa de la isla Grande de Tierra del Fuego. Sobre las rocas del SE hay instalado un faro automático.

### Rocas 9 de Julio
Son dos rocas con 12 y 13 metros de agua sobre ellas, ubicadas dos millas al este de las rocas Lawrence. Están separadas 1.000 metros entre sí y el paso que las separa presenta un canalizo de 200 metros de ancho con una profundidad de 47 metros. Hay paso por ambos lados de ellas. Están señalizadas por sargazos.

### Isla Gable

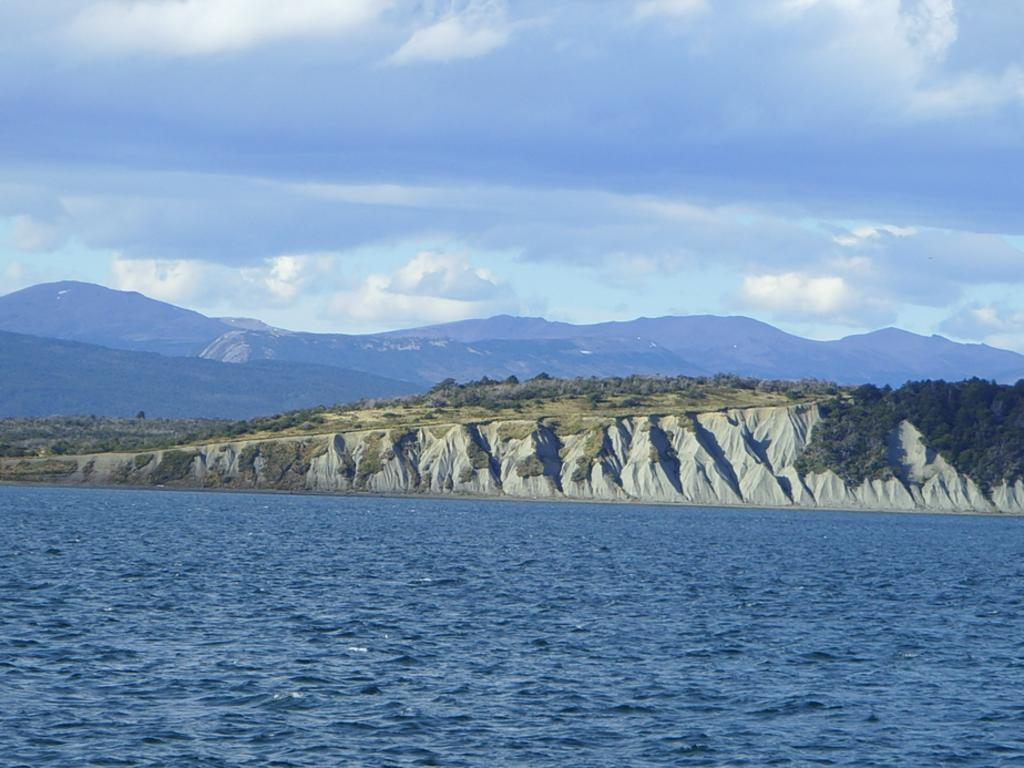
Frontón Gable - Nótese la forma de la costa con gabletes característicos

Mide poco más de 4 nmi de largo en dirección E-W, por 2 nmi de ancho de N-S. Es baja , no tiene más de 100 metros de alto en su parte central. Está cubierta de vegetación baja y ancha y de abundantes pastos.
El canalizo que la separa de la isla Grande de Tierra del Fuego es muy angosto y está obstaculizado por islotes y bajos fondos y por dos islas principales: Upu y Waru. En ambos extremos de este canalizo se forman buenos puertos, bahía Brown al oeste y puerto Gable al este.
La costa occidental de la isla corre casi en línea recta en dirección N-S por 1½ nmi. Este acantilado característico se conoce como Frontón Gable y está bordeado de sargazos. Tiene dos balizas luminosas que sirven para pasar claro del banco Herradura. La costa sur está separada de la isla Navarino por el paso Mackinley que corre entre las puntas Gable y Piedrabuena por el oeste y las puntas Mackinley y cabo Peña por el este.

### Isla Martillo

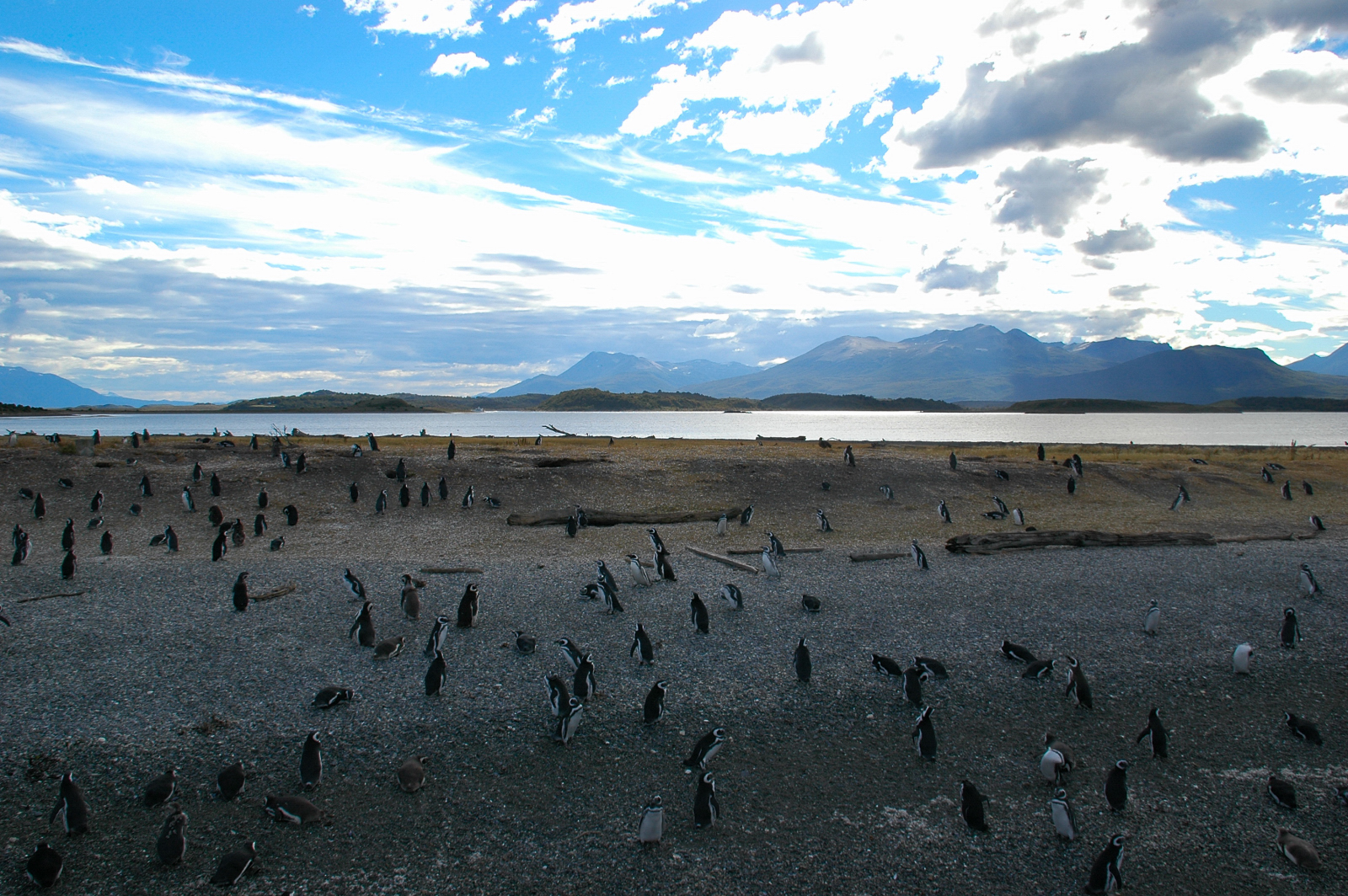
Isla Martillo

Ubicada a 8 cables al NE de la punta Mackinley. Es angosta y larga, mide 1 nmi en sentido E-W. Es baja y su extremo este es un promontorio notable de 30 metros de alto de color blanco.
Su costa SW es sucia hasta una distancia de 2 cables. En su extremo oeste, hasta 5 cables de distancia, tiene una zona de bajos fondos señalizados por sargazos y en el que emergen tres rocas. En su extremo SE hay un faro automático.

### Isla Yunque
Localizada 1 nmi al NE de la isla Martillo, es de altura media. Rodeada de sargazos. Hacia el NE tiene una roca que aflora en baja mar.
Como a 7 cables al este del extremo SE hay un bajo fondo de 7,5 metros y de 50 metros de diámetro.

### Islas Petrel y Chata
Se encuentran ubicadas al norte de la isla Martillo. En la zona hay varias rocas aisladas rodeadas de sargazos. A 2 cables al SE del extremo este de la isla Chata hay dos rocas que afloran.

### Islotes Gemelos
Son dos islotes de piedra separados 150 metros en medio del canal Beagle entre el extremo SE de isla Martillo y la costa norte de la isla Navarino.
El islote oeste mide 40 metros de largo por 20 de ancho y 3 de altura. Las naves pueden pasarlos por cualquier lado, pues son limpios excepto al SE del islote del este donde hay un roca que aflora en baja mar.

### Islas Becasses
Son dos islas ubicadas en el eje del canal Beagle, frente a la punta Ganado de la isla Picton y a 2,2 nmi. La mayor y más occidental mide 5 cables de largo y está a 1,4 nmi de la costa sur de la isla Grande de Tierra del Fuego. Las dos están rodeadas de sargazos y de algunas rocas.
Al centro de la parte norte de la isla más occidental hay un faro automático.

### Islote Snipe
Ubicado en la entrada norte del paso Picton, está 1,2 nmi del extremo NE de la isla Navarino y a 4 nmi de la punta Ganado de la isla Picton, tiene forma redondeada y 42 metros de altura. Es sucia entre el norte y el este hasta una distancia de 1,3 con bajos fondos señalizados con sargazos.

### Islote Solitario
Situado al SE y a 5 cables del islote Snipe. Rodeado de sargazos que señalan los bajos fondos que ensucian sus costas. 
Al oeste del islote y a 350 metros hay una roca que aflora en bajamar. A una milla de distancia, hacia el NE y al NW hay dos bajos fondos con sondas de 13 metros.

### Islotes Hermanos
Situados al 300° y a 1 nmi de la punta Ganado de la isla Picton. Son dos islotes de regular altura rodeados de sargazos. Entre los islotes y la punta Ganado hay un bajo fondo de 10 metros rodeado de sargazos. 
Existen los siguientes peligros para la navegación en sus cercanías: dos rocas al WSW y a 5 cables y al NE un bajo fondo a una distancia de 300 metros.

### Isla Picton
Ubicada 2 nmi al este de la isla Navarino de la que está separada por el paso Picton. Mide 11 nmi de largo en dirección NW-SE por 4 nmi en su parte más ancha. El canal Beagle corre por sus costas norte y este.
Su extremo NW lo constituye la punta Ganado, su extremidad NE es la punta Nordeste; la punta cabo María es su extremidad SE y la punta occidental su extremo oeste.
De relieve bajo, su mayor altura es de 213 metros. Desde las puntas Ganado y del Nordeste salen dos cordones de cerros de unos 100 metros de altura casi paralelos a las costas occidental y oriental respectivamente. Están cubiertos de bosques en su parte alta y en sus faldas hay algunas zonas con terrenos pastosos.
La costa entre las puntas Ganado y del Nordeste es acantilada, baja y de piedra o tierra. Desde la punta Nordeste hasta el cabo María es plana con playas de piedra, pero desde la rada Picton hacia el sur la costa se vuelve barrancosa. Su costa occidental es baja y de piedra, la costa sudoeste hasta el cabo María es casi plana y muy pastosa. La isla está rodeada de sargazos a corta distancia de la costa.

### Isla Gardiner
Localizada 4½ nmi al este de punta Ganado de la isla Picton. Cierra por el noroeste caleta Banner. En el extremo NE tiene instalado una baliza luminosa.

### Isla Reparo
Situada 2 nmi al SE de la punta Nordeste de la isla Picton está rodeada de sargazos. Su costa norte es sucia hasta 4 cables de distancia.

### Isla Nueva
Está ubicada inmediatamente al sur del cabo San Pío en la costa sur de la isla Grande de Tierra del Fuego a 7,7 nmi de distancia. Su costa norte es el límite sur de la boca oriental del canal Beagle. Mide 8 nmi de largo en sentido E-W y 5½ nmi de ancho de N-S. Es alta y boscosa en su interior. El cerro Orejas de Burro en su costa oriental mide 310 metros de altura. Es plana, con praderas aptas para la crianza de ganado lanar. En sus costas se forman pequeñas ensenadas de escasa importancia para el navegante.
La isla tiene la forma de un polígono de cinco lados, cada uno de 4 a 5½ nmi de y cuyos vértices son los siguientes: Extremo norte, la punta Waller; extremo este, la punta Oriental; extremidad SE, el cabo Graham; extremo SW, la punta Fifty y extremidad NW la punta Jorge. 
La punta Jorge está a 7,7 nmi de la punta María de la isla Picton. Inmediatamente al este de la punta Waller se encuentran la bahía Waller y las caletas Carlos, Pescado y Orejas de Burro. El extremo NE de la isla está formado por la punta Orejas que es el punto geográfico sur oriental del canal Beagle.

## Bahías y radas

### Bahía Honda
Se ubica 2½ nmi al este de puerto Navarino, del que lo separa la isla Martínez. Es amplia y cómoda para los navegantes. Es un buen fondeadero para naves de gran calado, su fondo es fango. Las coordenadas geográficas del punto de referencia son: 54°55′27″ S. G:68°14′49,5″ O.
El acceso a la bahía es fácil y expedito para naves de cualquier porte por su boca central, entre la isla Lawrence y los islotes García, y por su acceso oeste entre los islotes García y la isla Paty.

### Bahía Golondrina
Es la gran ensenada que se forma al occidente de la península Ushuaia. El interior está casi completamente cubierto de sargazos y un bajo se adentra en ella por lo cual no es recomendable para las naves, salvo si se emplea un práctico local.

### Bahía Ushuaia

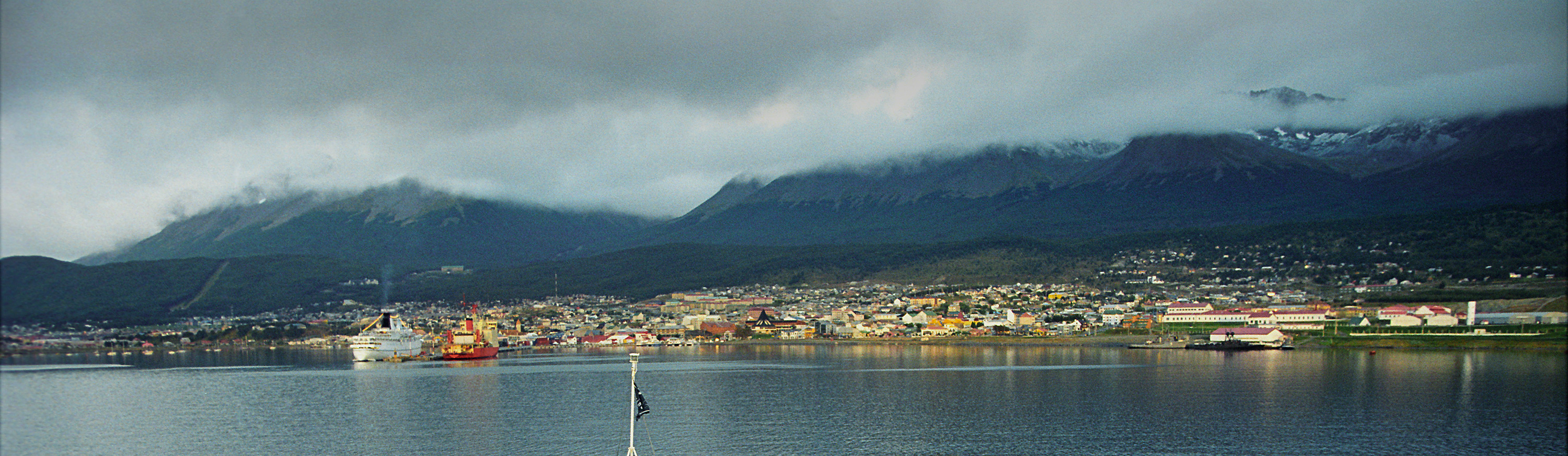
Ciudad de Ushuaia

Es una extensa bahía ubicada en la costa sur de la isla Grande de Tierra del Fuego entre las puntas Oriental y Escarpados y que cierra por el SW la península de Ushuaia. Está protegida de todos los vientos y es uno de los mejores fondeaderos en el canal Beagle para naves de todo porte.
Los montes Martial con sus cumbres permanentemente cubiertas de nieve contornean la bahía por el norte, hacia el este, un poco aislado, se destaca el monte Olivia de 1.320 metros de alto. Dos ríos vierten sus aguas en la bahía, los ríos Olivia y el Grande. 
En sus orillas se encuentra la moderna ciudad de Ushuaia.

### Bahía Brown

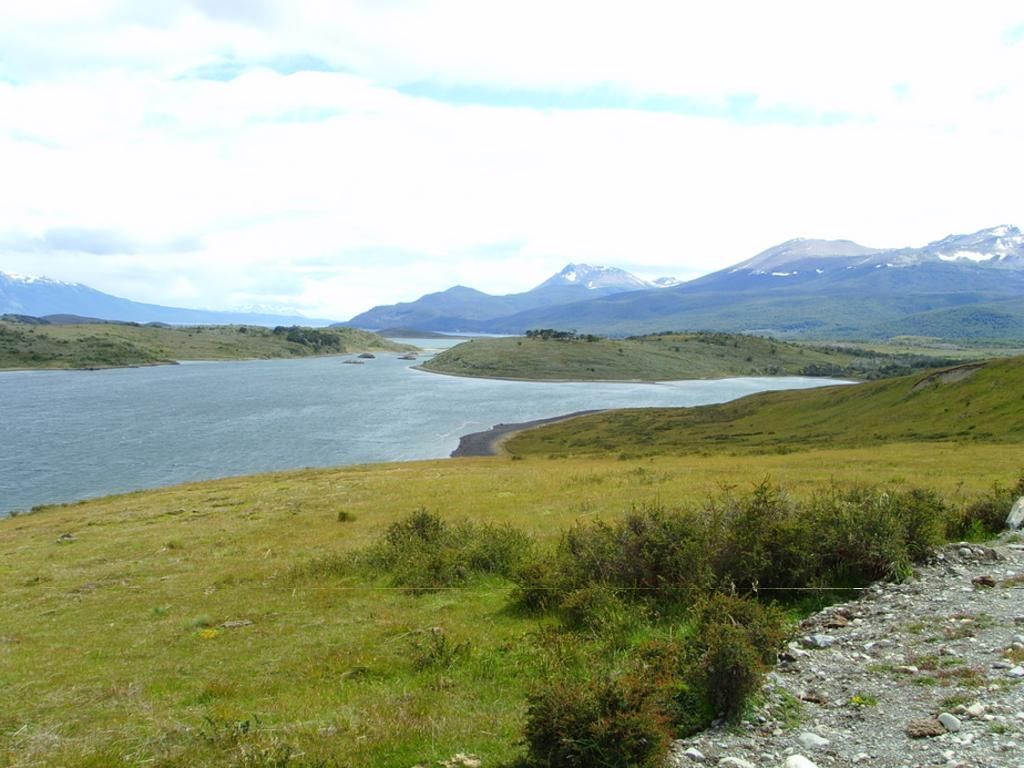
Bahía Almirante Brown

Está situada en el extremo oeste del canalizo que separa la isla Gable de la isla Grande de Tierra del Fuego. Se abre entre las puntas Almanza de Tierra del Fuego y la punta Gibraltar de isla Gable. Su saco se interna por más de dos millas en dirección NE con un ancho variable de 6 cables a 1 nmi. 
Presenta tres fondeaderos: puerto Almanza, fondeadero exterior y fondeadero interior. Hay varias balizas como ayuda a la navegación.

### Bahía Packewaia
Mapa de la bahía
Se abre entre las puntas Espora y Mackinley de la isla Gable. Protegida de los vientos reinantes del 4° cuadrante. Tiene un buen fondeadero en 14 metros de agua.

### Rada Cazadores
Emplazada entre las islas Martillo y Yunque. Protegida de los vientos reinantes en la zona, excepto los del oeste que soplan con violencia. Su tenedero es bueno.

### Rada Picton
Situada sobre la costa este de la isla Picton, es un buen fondeadero en 18 a 20 metros de agua y a unos 1.000 a 1.500 metros de la orilla para naves de todos los portes.
Es abrigada a los vientos dominantes del 3° y 4° cuadrantes, pero los del 1° y 2° levantan marejada.

### Bahía Waller
Mapa de la bahía
Está ubicada inmediatamente al oeste de la punta Waller en la costa norte de la isla Nueva. Es limpia y profunda hasta muy cerca de la costa, pudiéndose fondear en cualquier parte de ella en fondo de arena.
Es completamente abierta y no ofrece protección contra los malos tiempos. No se recomienda emplearla con vientos superiores a fuerza 5 de la escala Beaufort.

### Bahía Relegada
Localizada al norte de la isla Yunque. Tiene en el centro una isla y bajos fondos que reducen significativamente su área de maniobra, apta solo para naves pequeñas.

### Bahía Varela
Situada al oriente de puerto Harberton. Es pequeña y está comunicada con un lago interior que llega hasta bahía Cambaceres, de la que está separada por un istmo de 200 metros de ancho.

### Bahía Cambaceres
Emplazada al este de bahía Varela de la que está separada por una lengua de tierra de tan solo 200 metros de ancho. Es apta solo para naves pequeñas por su reducido tamaño.

## Pasos

### Paso Chico
Se forma entre la península Ushuaia y las islas Casco y Dos Lomos por el oeste y las islas Bridges, Conejo y Chata por el este. Tiene un largo de 2,3 nmi y comunica el canal Beagle con el acceso a la bahía de Ushuaia. El track de navegación pasa por sobre sondas de 8 metros, por lo que es apropiado solo para buques de mediano calado.
Las islas Casco, Dos Lomos y Chata, despiden bajos fondos hacia el paso hasta una distancia de 100 metros, y la isla Conejos hasta una distancia de 250 metros. Además, varios bajos fondos situados a poca distancia de la derrota hacen la navegación difícil y peligrosa.

### Paso Romanche
Se abre al norte del islote Bartlett, entre las islas Bridges y los islotes Alicia por el oeste y las islas Lucas y Bertha por el este. Tiene una longitud de 2,5 nmi. Aunque en la carta aparece ancho y profundo, su navegación no se recomienda por las numerosas rocas ahogadas o que afloran en bajamar, que se encuentran en su curso y que no están convenientemente señalizados.

### Paso Éclaireurs
Se abre al oeste de los islotes Les Éclaireurs, entre estos y una roca ahogada rodeada de sargazos con menos de dos metros de agua sobre ella. Tiene una longitud de 1 nmi. Su navegación no es recomendable y en caso necesario solo para naves de porte pequeño.

### Paso Mackinlay

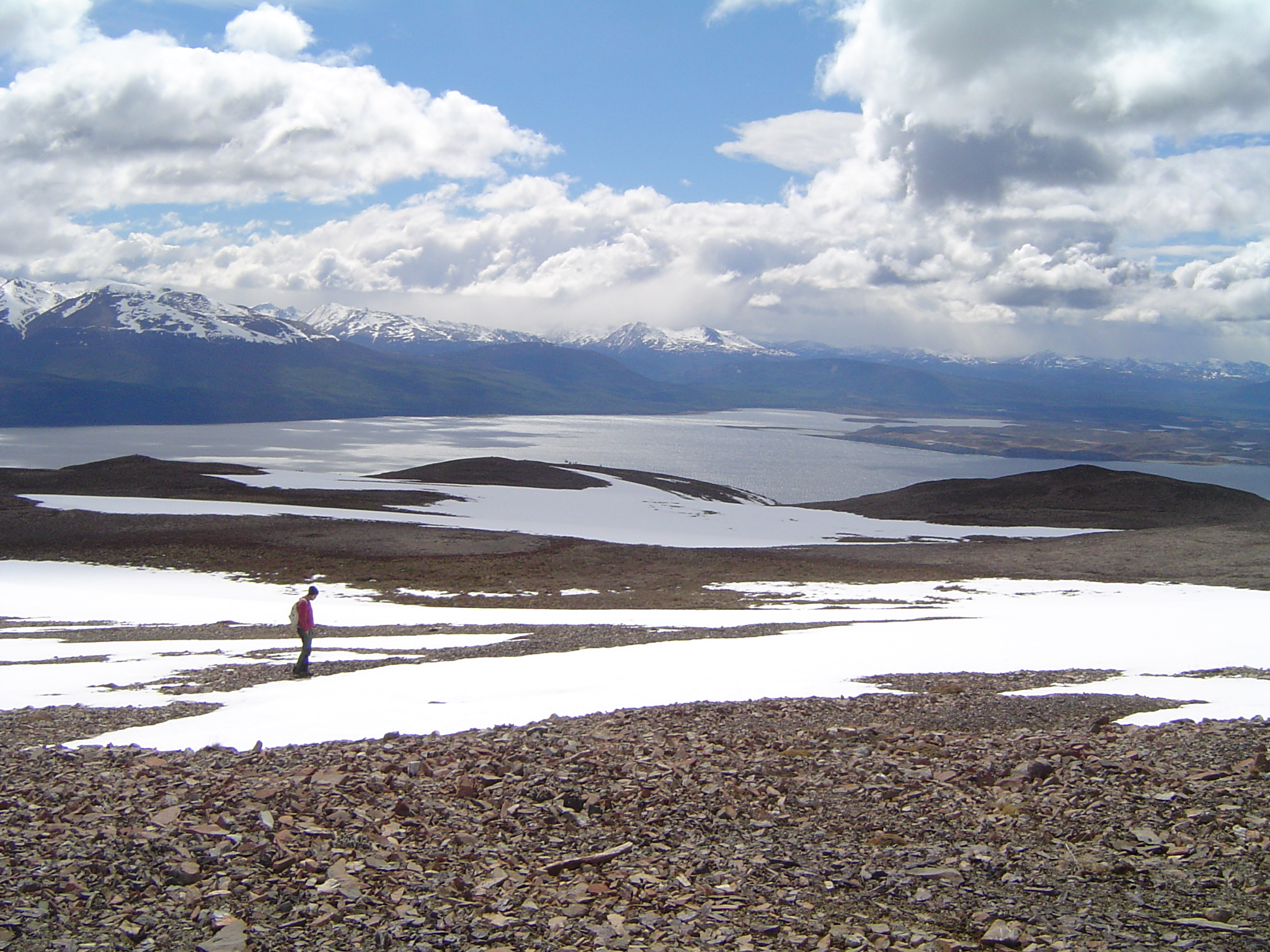
Boca occidental del paso Mackinlay

Separa la costa sur de la isla Gable de la costa norte de la isla Navarino. Corre entre las puntas Gable y Piedrabuena por el oeste y la punta Mackinlay y la punta cabo Peña por el este. Tiene 4 nmi de largo por un ancho medio de 8 cables. 
Es limpio y profundo, excepto en su entrada oeste donde está el banco Gable, extenso banco de arena y conchuela que avanza 750 metros en dirección SE desde la punta Gable hacia el canal.
La corriente tira constantemente en dirección oeste a este con una intensidad de 1 a 3 nudos. No es influenciada por la marea.

### Paso Picton

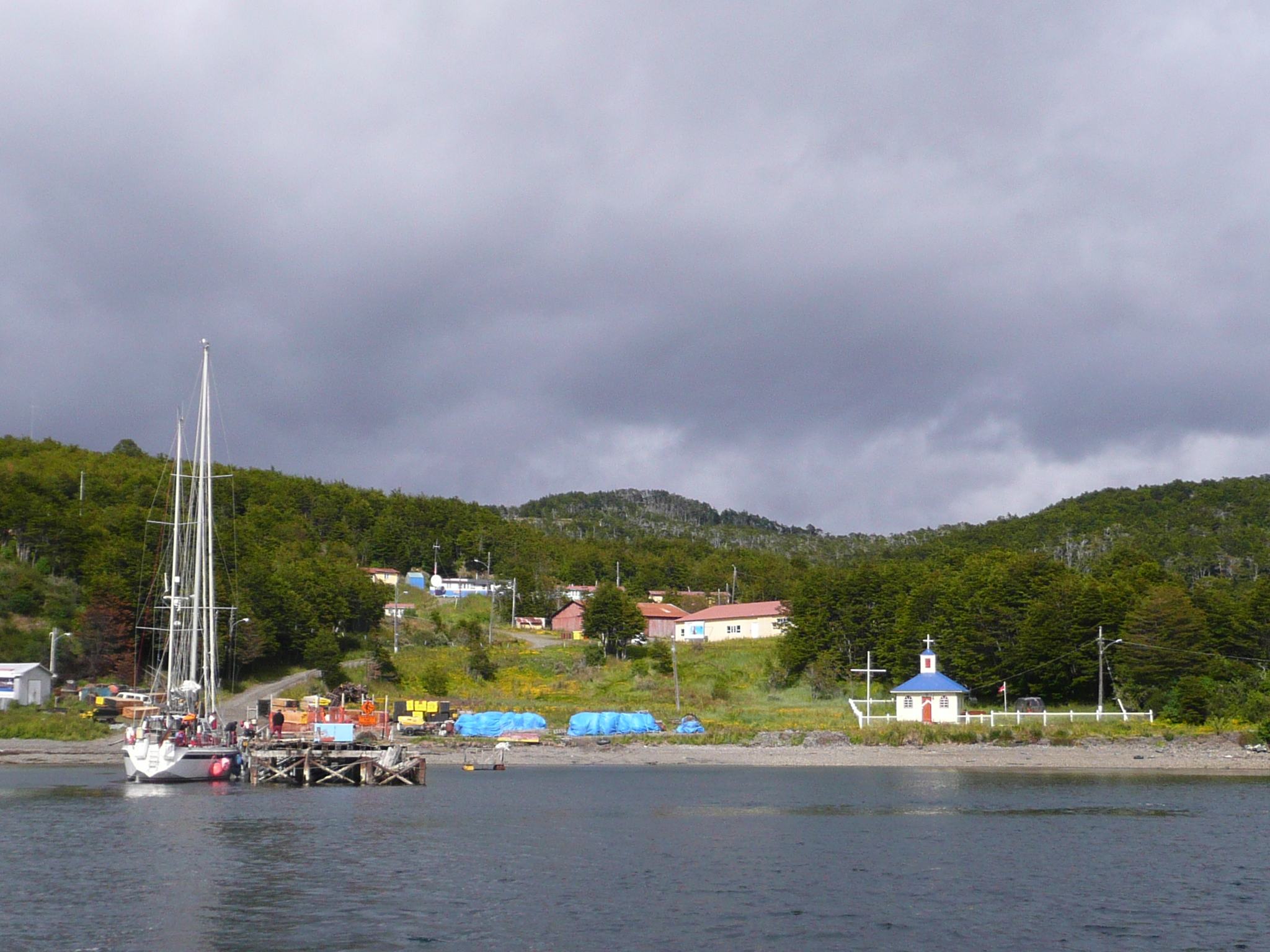
Puerto Toro en el paso Picton

Corre entre la costa NE de la isla Navarino y la costa occidental de la isla Picton. Comunica el canal Beagle con la bahía Oglander. Tiene un largo de 10 nmi y un ancho medio de 3 nmi. 
Al 205° y a 1.600 metros del islote Solitario existe un bajo fondo de 6,25 metros de agua marcado por un manchón de sargazos. Está marcado con un veril insidioso porque dentro de una zona de 1.500 metros hay sondas peligrosas.

## Puertos, caletas y fondeaderos

### Puerto Navarino

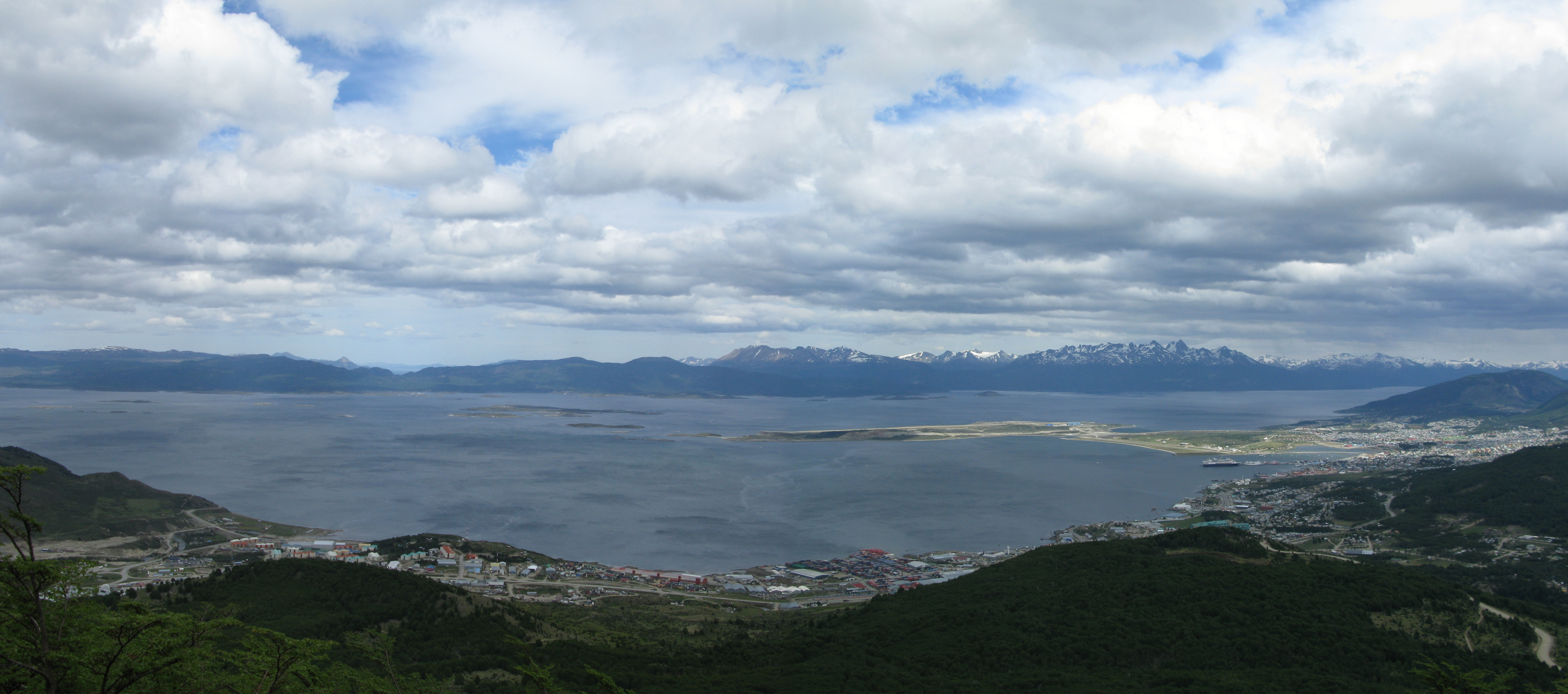
Puerto Navarino visto desde la ciudad de Ushuaia

Se encuentra situado en el extremo NW de la isla Navarino y su bahía está formada por las islas Whaits que la protegen por el occidente y la isla Martínez, por el oriente. Las coordenadas de su punto de referencia son: L:54°55′28″ S. y G:68°18′59″ O.
Su condiciones náuticas son mediocres pues está abierto a los vientos del NW y su fondo de piedra no ofrece buen tenedero. Existen dos pasos para entrar al puerto, siendo ambos de navegación cuidadosa por las rocas y bajos fondos que tienen, se llaman paso del Este y paso del Weste.

### Caleta Mejillones
Mapa de la caleta

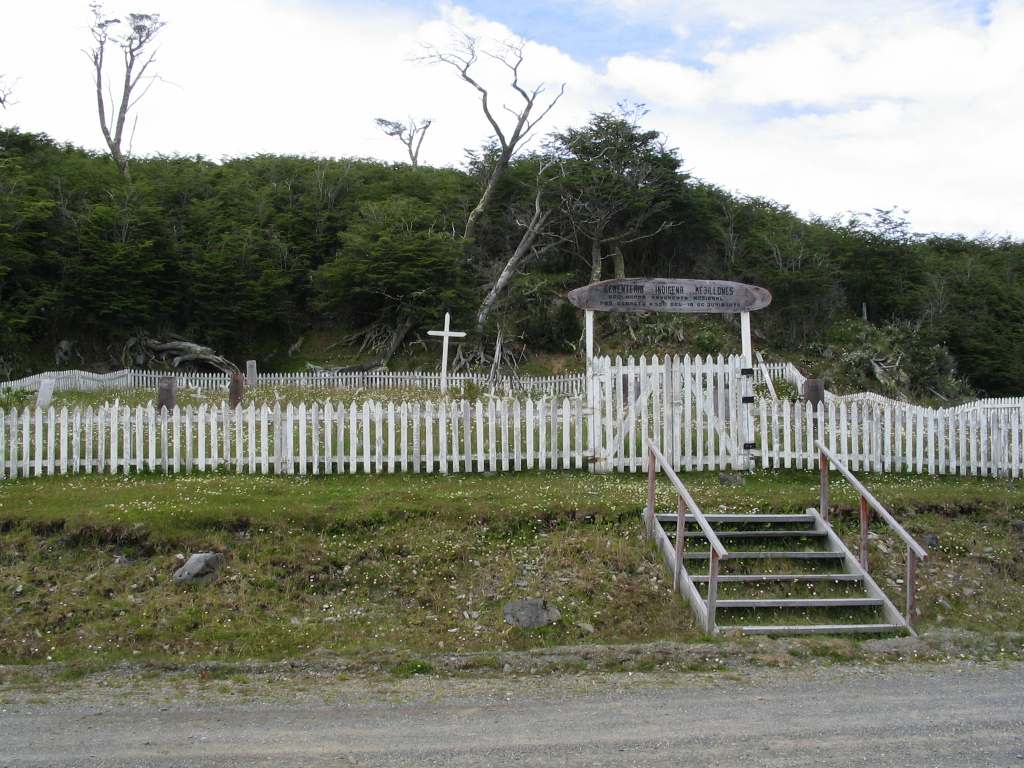
Cementerio yagán en caleta Mejillones

Está formada por una pequeña inflexión de la costa norte de la isla Navarino. Es abierta completamente al cuarto cuadrante, por lo que está desprotegida de los vientos reinantes del oeste.
La caleta y los campos que la rodean han sido entregados a los indígenas yaganes, quienes los ocupan ocasionalmente.

### Caleta Róbalo
Mapa de la caleta
Ubicada en la costa norte de la isla Navarino, es la base de la península Zañartu que la separa de puerto Williams. La mitad oriental de la caleta es sucia y debe ser evitada por las naves. Tiene dos fondeaderos, uno exterior y el otro interior, ambos son buenos tenederos con lechos de fango y arcilla. No es recomendable para las naves por las dificultades que presenta.

### Puerto Williams

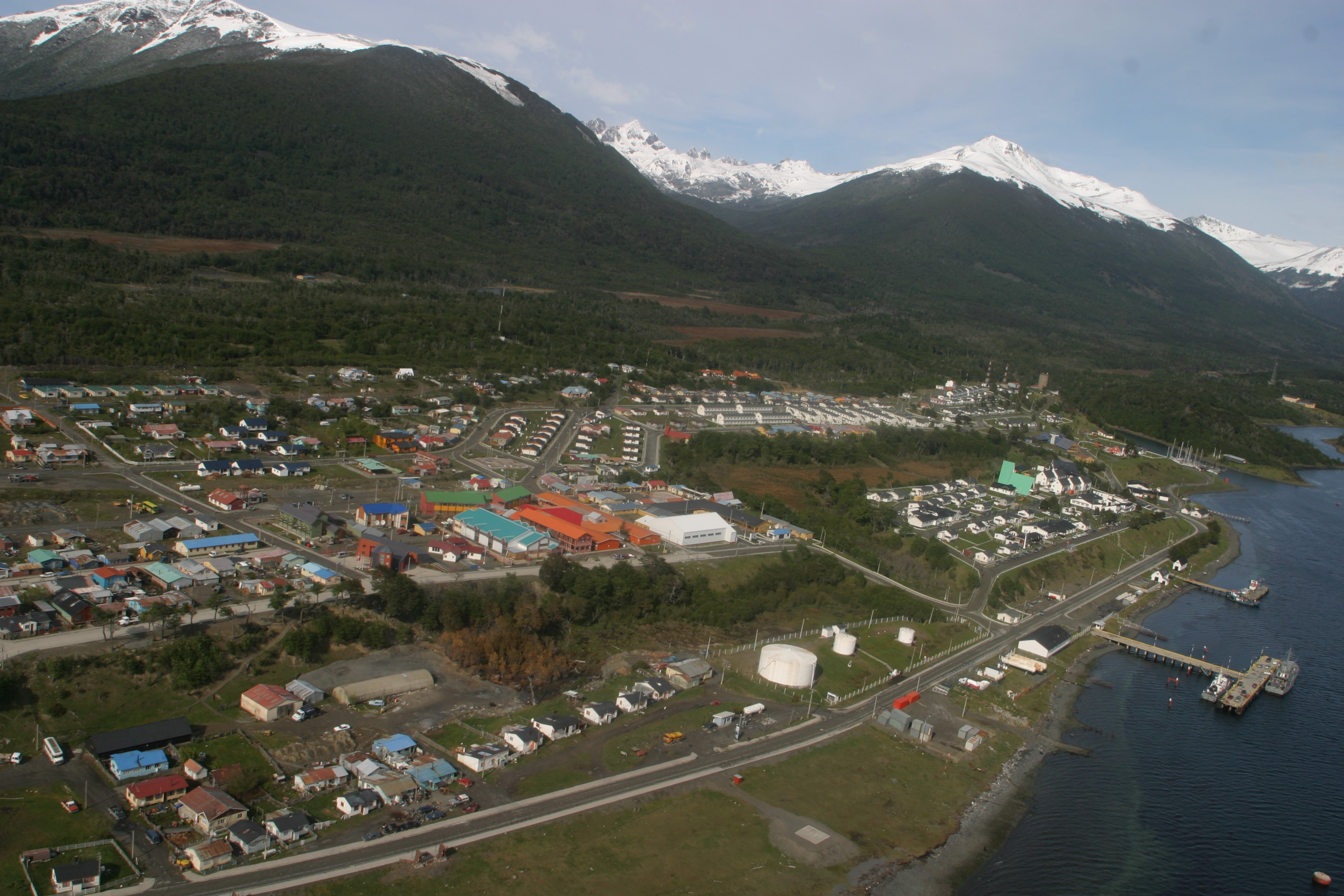
Puerto Williams

Localizado sobre la costa este de la península Zañartu y en la entrada oeste del paso Mackinley, constituye junto con Ushuaia y Wulaia el mejor fondeadero de esta zona del canal Beagle.
La bahía está defendida de los vientos del 3° 4° cuadrantes, los vientos reinantes, por la península Zañartu. Es un fondeadero apropiado para naves de cualquier tamaño. Tiene buen tenedero con lecho de fango y arcilla. Las coordenadas de su punto de referencia son: L:54°55′51,5″ S. y G:67°37′2″ O.

### Puerto Eugenia
Es una pequeña ensenada ubicada 4 nmi al este de la punta Cabo Peña. La forman dos penínsulas de la costa norte de la isla Navarino, la oriental se llama punta Eugenia y al norte de ella están los islotes Eugenia. La península occidental tiene al norte de ella la isla Barlovento. 
Es un puerto recomendado para naves de cualquier porte por sus buenas condiciones náuticas. Está protegido de los vientos del 3° y 4° cuadrantes que son los reinantes en el sector. Tiene buen tenedero. Como ayuda para tomar el puerto hay instaladas balizas en uno de los islotes Eugenia y en la punta del mismo nombre.

### Caleta Banner
Mapa de la caleta
Situada sobre la costa norte de la isla Picton, al sur de la isla Gardiner. Es pequeña con un área de maniobra y fondeo de 1.100 metros. Ofrece un buen fondeadero protegido de todos los vientos, apto solo para naves de 60 metros de eslora, las naves más grandes pueden fondear a la entrada de la caleta, al este de la isla Gardiner. Es limpia excepto en las proximidades del islote Redondo, donde hay un gran campo de sargazos que señala bajos fondos.
En el año 2012 la Armada de Chile bajo la jurisdicción del Distrito Naval Beagle instaló una Alcaldía de Mar dependiente de la Capitanía de Puerto de Puerto Williams cuya principal función es controlar el tráfico marítimo, salvaguardar la vida humana en el mar y controlar el acceso a sus aguas territoriales.

### Caleta Carlos
Mapa de la caleta
Ubicada en la ribera norte de la isla Nueva entre la punta Waller y el cabo Negro. El fondeadero es muy abierto y no ofrece protección contra las marejadas que levantan los vientos de cualquier cuadrante.
Es limpia en todo su largo. Las coordenadas de su punto de observación según la carta son: L:55°10′32″ S. G:68°32′49″ O.

### Caleta Pescado
Mapa de la caleta
Localizada al este de caleta Carlos en la costa norte de la isla Nueva. Es pequeña, 2 cables de ancho por 1 de saco. Las coordenadas de su punto de observación según la carta son: L:55°10′32″ S. G:68°32′49″ O.

### Caleta Orejas de Burro
Mapa del canal
Localizada en el extremo este de la costa norte de la isla Nueva a 3 nmi de caleta Pescado. Recalando desde el este se aprecian dos cerros de 310 metros de alto que por su forma característica le dan nombre a la caleta. 
En sus extremos tiene dos pequeñas islotes llamados Chico y Señal. Es abrigada a los vientos reinantes del SO. Las coordenadas de su punto de referencia según la carta son: L:55°10′59″ S. G:66°27′27″ O.

### Puerto Gable
Situado en el acceso oriental del canalizo que separa la isla Gable de la isla Grande de Tierra del Fuego. Tiene 7 cables de saco por 300 metros de ancho. Ofrece muy buen tenedero de fango duro en profundidades de 5 a 7 metros. Apto solo para naves pequeñas.

### Puerto Harberton
Emplazado al oriente de bahía Regalada de la que está separada por una estrecha lengua de tierra. Es pequeña pero ofrece abrigo del viento del 4° cuadrante. 
Tiene buen tenedero de fango. En tierra hay instaladas 3 balizas luminosas como ayuda para tomar el puerto.

### Fondeadero Moat
Ubicado 3,4 nmi al oriente de punta Moat es solo un fondeadero ocasional para las naves que atienden a los pobladores del lugar.

## Penínsulas, puntas, bancos y cabos

### Cabo Mitchell
Mapa del cabo
Es la extremidad más occidental de la isla Navarino y junto con el cabo Hahn de la isla Hoste forman la boca norte del canal Murray.

### Banco Herradura
Mapa del banco
La costa norte de la isla Navarino, entre las puntas Róbalo y Gusano, desprende hasta el centro del canal Beagle un banco que mide 2 nmi de largo en dirección NE por 1 nmi de ancho. Está constituido por una base de roca, cubierta de arena y conchuela, y señalizado por sargazos, su menor profundidad es de 1,8 metros.
Es muy peligroso por su avance hacia el centro del canal Beagle. Existen balizas y boya para ayuda de su navegación.

### Punta Gusano
Es el extremo de una lengua de arena que se interna 1.000 metros hacia el NE de la base del banco Herradura. Cierra la bahía de puerto Williams por el NW.

### Península Ushuaia

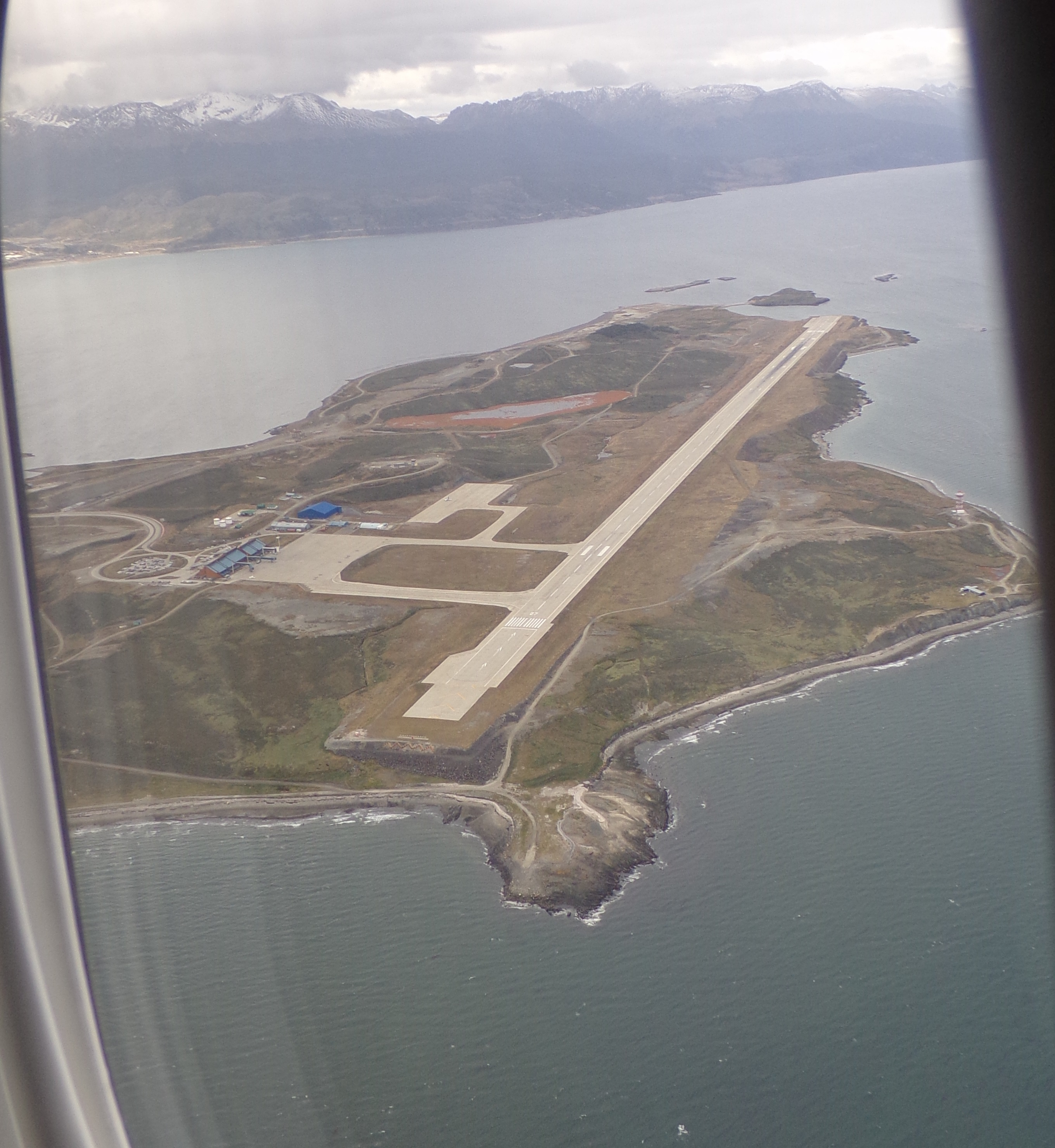
Península de Ushuaia- Aeropuerto

Es una proyección de la costa norte del canal Beagle de 2,1 nmi de largo por 1 nmi de mayor ancho en su base que limita y da forma a la bahía de Ushuaia por el occidente. Toda su costa es baja y accesible gracias a sus playas de piedras pequeñas, es suavemente ondulada y cubierta de pasto con uno que otro árbol aislado. La costa sur de la península es sucia y despide bajos fondos hasta una distancia de 4 cables.
Al SE de la península se extiende un numeroso grupo de islas e islotes que cubren una superficie de forma de triángulo de 6½ nmi de longitud en sentido W-E por 2½ nmi de ancho en su base. Están situadas al centro del canal Beagle, al que lo dividen en dos brazos. de los cuales el norte va a morir en el fondo del saco de bahía Ushuaia. Ambos brazos están comunicados a través de las islas por los pasos Chico, Romanche y Éclaireurs.

### Punta Remolino

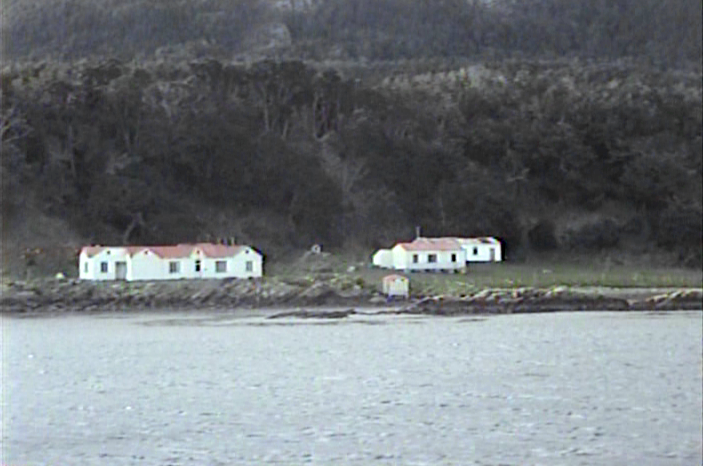
Punta Remolino

Ubicada 15,5 nmi al este de la ciudad de Ushuaia, debe su nombre a los remolinos que originan las montañas que lo rodean cuando soplan vientos del norte. 
Es sucia y desprende rocas rodeadas de sargazos hasta una distancia de 200 metros de su costa oriental. Tiene una baliza en la punta misma. En el borde de los bajos fondos se encuentra hundido el vapor Sarmiento.

### Punta Espora
Es el punto de la isla Gable más avanzado hacia el sur, es limpia y se puede navegar muy cerca de ella. En sus inmediaciones se forman corrientes que pueden afectar el gobierno de las naves pequeñas. En ella hay instalada una baliza luminosa.

### Punta Mackinlay
Es la extremidad SE de la isla Gable, baja y arenosa. En su extremo hay un faro automático.

### Punta Piedrabuena
Ubicada sobre la costa norte de la isla Navarino a 2½ nmi al este de la punta Gusano. Es baja y limpia y junto con la punta Gable constituyen la entrada oeste del paso Mackinlay. Hay un gran sargazal una milla al oeste de la punta.

### Punta Cabo Peña
Situada 3,63 nmi al este de punta Piedrabuena en la ribera norte de la isla Navarino. Junto con la punta Mackinlay forma la boca oriental del paso Mackinlay.

### Punta Ganado
Es la extremidad NW de la isla Picton. 4 cables hacia el oeste despide un bajo de 10 metros rodeado de sargazos.

### Punta Nordeste
Es la punta nororiental de la isla Picton. Situada 2½ nmi al este de caleta Banner. A 2 nmi al SE se encuentra la pequeña isla Reparo rodeada de sargazos.

### Cabo María
Mapa del cabo
Es el extremo SE de la isla Picton, característico por los altos barrancos que lo forman. Está ubicado sobre una isla separada de la isla Picton por un canalizo estrecho.
Desprende hacia el SE en dirección a la punta Jorge de la isla Nueva un sargazal que cubre una superficie de 5 nmi de largo por 1½ nmi de ancho que tiene la particularidad de haber crecido en aguas muy profundas. Dentro de este sargazal hay un extenso bajo fondo con una sonda mínima de 7 metros.

### Punta Jorge
Es la extremidad NW de la isla Nueva. La forman barrancos de tierra muy altos y que finalizan en una gran meseta que se prolonga hacia el interior. 
Está a 7,7 nmi del cabo María de la isla Picton. Destaca hacia el NW hasta 1, 5 nmi de distancia un extenso sargazal.

### Punta Waller
Es el extremo norte de la isla Nueva. Es baja con playa de arena que la rodea. En caso de buen tiempo puede desembarcarse de embarcaciones menores para abastecer el faro automático instalado en ella. 
Hacia el NW desprende una zona de bajos fondos hasta 3 cables de distancia y donde hay una roca ahogada 

### Punta Orejas
Es la extremidad NE de la isla Nueva y constituye el límite geográfico suroriental del canal Beagle. Su alineación con el cabo San Pío de la isla Grande de Tierra del Fuego señala la entrada oriental del canal Beagle.

### Punta Navarro
Situada 2 nmi al este de bahía Cambaceres. Está orillada por sargazos.

### Punta Moat
Ubicada al oriente de punta Navarro, es el primer punto que se destaca en la línea de la costa norte del canal Beagle. Es limpia a pesar de que despide una restinga de piedras.

### Punta Final
Localizada 3 nmi al SE de punta Moat. Al oriente de ella se forma un pequeño saco con playa de arena pues desemboca un pequeño río.

### Punta Rancho
Está emplazada 2,5 nmi al este de punta Final. Es sucia y desprende restingas de piedra y rocas aisladas rodeadas de sargazos.

### Cabo San Pío
Ubicado en la costa norte del canal Beagle. Marca el límite geográfico oriental del canal Beagle, cuya boca se abre entre el cabo San Pío y la punta Orejas de isla Nueva. 
A partir de él, la costa sur de la isla Grande de Tierra del Fuego cambia de dirección dirigiéndose primero hacia el este y luego hacia el NE. Sobre el barranco del cabo hay instalado un faro automático.